# بيين دي مور
بيين دي مور هي مؤدية وممثلة بلجيكية، ولدت في 11 يونيو 1962 في بلجيكا. من الجوائز التي نالتها Theo d'Or ‏.

## جوائز
- Theo d'Or [الإنجليزية]‏

## وصلات خارجية
- بيين دي مور على موقع IMDb (الإنجليزية)
- بيين دي مور على موقع قاعدة بيانات الفيلم (الإنجليزية)